# 桔梗屋

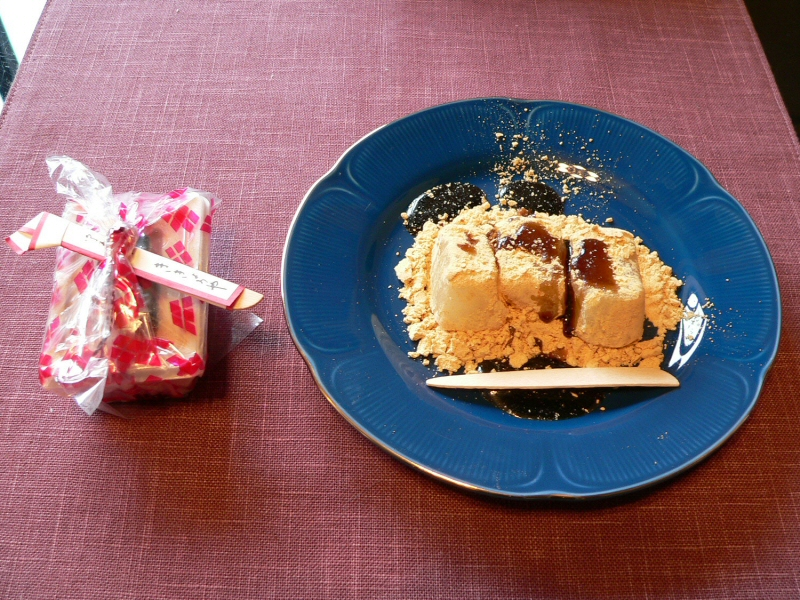
桔梗信玄餅

株式会社桔梗屋（ききょうや、KIKYOUYA,Co.,Ltd.）は、山梨県笛吹市にある菓子メーカー。桔梗信玄餅で有名。

## 沿革
- 1889年（明治22年） - 山梨県甲府市若松町で創業。
- 1892年（明治25年） - 火災により移転。
- 1968年（昭和43年） - 後に看板商品となる桔梗信玄餅が誕生。
- 1990年（平成2年） - 本社を山梨県東八代郡一宮町（当時、現・笛吹市一宮町）に移転。工場見学をいち早くスタート。
- 2001年（平成13年） - 本社敷地内に「お菓子の美術館」をオープン。
- 2003年（平成15年） - 本社事務所棟一階に「社員特価販売1/2」をオープン、後のアウトレットブームの先駆けとなる。
- 2016年（平成28年） - 甲府市青沼に甲府本館オープン

## 商品
桔梗信玄餅とその派生商品
銘菓
- 信玄桃 - ピーチゼリー入の白餡を小麦粉生地で包んで焼き上げた菓子。『はなまるマーケット』や『シルシルミシルさんデー』で紹介されたことがある。
- 団十郎十八番（だんじゅうろうおはこ） - 小豆入りの最中。
- 花かげのうた - 白餡と卵の黄身を使用した打ち菓子。中にこし餡で包んだ高級栗が一粒入っている。
- 甲斐の雅（かいのみやび） - 手作り羊羹。
- 増穂のゆず - 富士川町の柚子の風味を活かした羊羹。糸寒天と白餡を使用している。
- 求真庵（ぐしんあん） - 永年研鑽を重ねて創作した季節の和菓子。
- きんつば - 創業当事に発売された伝統ある菓子。
- 風林火山 - 山本勘助の旗印と武田菱を模したカステラ焼。勘助の旗印にはカスタードクリームを、武田菱にはこし餡を包んでいる。
- 梅こぶ茶

季節菓子
- よもぎ饅頭
- 苺ブッセ
- 草餅
- 桜餅

## テレビ番組
- 日経スペシャル カンブリア宮殿 老舗菓子店が挑む常識破りのベンチャー魂（2017年10月12日、テレビ東京）[1]

## 提供番組
過去も含む。
- ともちゃん家の5時（山梨放送）
- UTYわいわいQGランド（テレビ山梨）
- 土曜エンターテインメント（テレビ山梨）
- ひるおび!（テレビ山梨、13時台後半）
- サンデージャポン（テレビ山梨）
- スポットニュース（山梨放送、テレビ山梨）

## その他

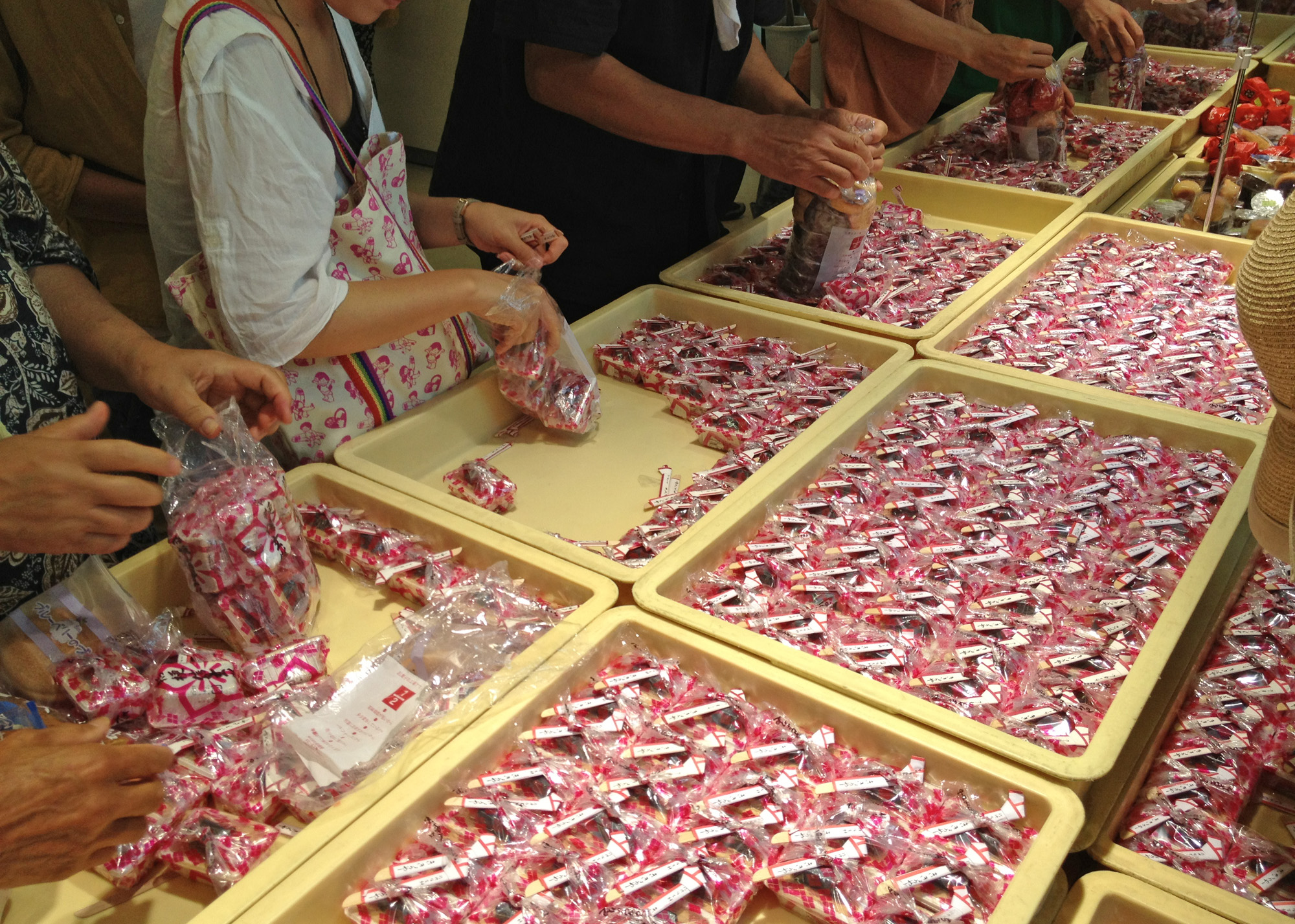
グリーンアウトレット1/2で行われる「お菓子の詰め放題」は、人気イベントとなっている

- 「風林火山」を実演販売する「ききょうや風林火山甲府駅店」が、2006年12月20日からJR甲府駅構内で営業していた。
- 本社では工場アウトレットモール社員特価販売1/2を運営しており、商品を半額で購入することができる[2]。また、本社工場では見学も行っており、工場の近くに案内看板がある。
- 社員特価販売1/2の隣にあるグリーンアウトレット1/2では、人気商品の桔梗信玄餅や塩豆大福などの「お菓子の詰め放題」が行われており、アウトレットの人気イベントとなっている[3]。イベントは当日の商品が売り切れ次第終了となっており、繁忙期には整理券の配布が行われる[3]。
- 2005年より山梨県立フラワーセンター ハイジの村の指定管理者となっている。